# Mafia galiziana
Mafia galiziana (in spagnolo mafia gallega) è un termine con cui ci si riferisce a quelle organizzazioni criminali che hanno sede nella regione spagnola della Galizia di carattere mafioso nate a partire dagli anni '70 del secolo scorso.

## Organizzazioni
Due delle tre principali organizzazioni criminali galiziane di cui si è a conoscenza prendono il nome del loro fondatore: Charlin per Manuel Charlin Gama, Castiñeira per Ishmail Castiñeira, mentre il gruppo di Manuel Baulo si chiama Os Caneos.

### Charlin
Gestito da Manuel Charlin Gama, il Charlin è l'organizzazione criminale più famosa che opera nella regione. La loro attività principale è il traffico di droga e il contrabbando di sigarette. Sono stati anche coinvolti in omicidi e intimidazione di testimoni.L'area in cui operano sono la Spagna e il Portogallo.

### Os Caneos
Gruppo criminale fondato da Manuel Baulo che sembrerebbe avere contatti con gruppi criminali britannici. Sono coinvolti in una lotta con i Charlin e anch'essi sono attivi nel narcotraffico e nel contrabbando di sigarette.

### Castiñeira
Proprietari di diversi postriboli, tra i paesi di Ferrol e Lugo, i Castiñeira gestiscono un impero multimilionario di prostitute di "lusso".
Il fondatore del gruppo Ishmail Castiñeira è attualmente ricercato dalla giustizia spagnola, attualmente vivrebbe la sua latitanza in Scandinavia

### Altre organizzazioni
- Os Romas
- Os Lulús
- Os Piturros
- Os do Barbanza
- Os Pulgós
- Neaño

## Attività
La Galizia è una delle regioni più povere della Spagna. Tradizionalmente l'economia della regione è basata sull'industria della pesca. Dopo la paralisi di quest'ultima, alcuni pescatori locali hanno cominciato il contrabbando di tabacco per mantenere vive le loro attività.
Questo contrabbando ha portato alla creazione di veri e propri gruppi criminali con contatti in Colombia e Marocco.

### Accuse di corruzione politica
Accuse di corruzione politica furono formulate quando alcune immagini del premier galiziano Alberto Núñez Feijóo, in vacanza con il trafficante Marcial Dorado, furono ritrovate.
Si pensa quindi che alcuni gruppi criminali potrebbero essersi infiltrati nella vita politica locale.
Il Partito popolare della Galizia (Partido Popular de Galicia) è stato accusato di essere finanziato anche da denaro proveniente dal narcotraffico.

## Storia

### Anni '90 - Operazione Necora
L'Operazione Necora è stata un'operazione della polizia spagnola da cui poi è scaturito il processo contro la prima rete di narcotraffico della Galizia negli anni '90 del secolo scorso.
Il 12 giugno 1990 il giudice della Audiencia Nacional Baltasar Garzón e del finanziere antidroga Javier Zaragoza iniziarono ad infliggere il primo colpo contro le bande di narcotrafficanti galiziani.

La sentenza definitiva del processo è arrivata nel 2004

### Oggi- Collaborazione con i messicani
- Durante l'Operazione Albatros del 2009 della polizia italiana e spagnola, vengono sequestrati al largo delle coste galiziane 3,5 tonnellate di cocaina provenienti dal Sud America con l'arresto di 9 galiziani[5].

## Nella cultura di massa
- Fariña - la serie televisiva di Antena 3 andata in onda il 28 Febbraio 2018 (Trasmessa in Italia da Amazon Prime)